# 오지로 마코토
오지로 마코토(オジロマコト)는 일본의 만화가이다. 여성. 사이타마현 출신. 기혼.
19세 무렵 아사키 마사시 아래에서 어시스턴트를 한 이후 2016년에 《고양이 절의 지온 씨》가 브로스 코믹 어워드에서 대상을 수상. 《카텐킨》, 《후지야마는 사춘기》, 《고양이 절의 지온 씨》 등 대표작에서 보이는대로, 사춘기 남자의 눈높이에서 그리는 일상계가 그 특징.
종래 미디어로부터의 얼굴이 드러나는 취재에 대하여는 결코 수락하지 아니하고 있었으나, 텔레비전 방송 《탐정! 나이트 스쿠푸》(아사히 방송, 2020년 11월 6일 방송분)에서 《당신은 방과후의 인섬니아》에 얽힌 의뢰를 승낙하게 된 것은, 간사이 출신인 남편으로부터 "《나이트 스쿠푸》의 의뢰는 거절하지 마" 하고 설득당한 탓에 승낙한 것으로 자택 겸 작업장에서 마스크 너머로나마 처음으로 얼굴이 드러난 채로 취재를 응케 되었다.

## 연재 작품
- 여왕님이 죽어버렸다(女王様が死んじゃった, 《주간 영 매거진》 2005년 51호 - 2006년 2·3합병호, 4호, 4화 연재)
- 카텐킨(カテキン, 《주간 영 매거진》 2006년 30호 - 2008년 26호, 전10권)
- nude〜AV여우 미히로 탄생이야기〜(nude〜AV女優みひろ誕生物語〜, 원안: 미히로, 《월간 영 매거진》 2009년 36호 - 2009년 36호, 전2권)
- 연인 8호(恋人8号, 《영 코믹스》, 전1권) ※성인향 작품
- 후지야마는 사춘기(富士山さんは思春期, 《망가 액션》 2012년 23호 - 2016년1호, 전8권)
- 고양이 절의 지온 씨(猫のお寺の知恩さん, 《빅 코믹 스피리츠》 2016년 24호 - 2018년 45호, 전9권)
- 너는 방과 후 인섬니아(君は放課後インソムニア, 《빅 코믹 스피리츠》 2019년 25호 - 2023년 38호, 전14권)